# Frullania kinangopii
Frullania kinangopii là một loài Rêu trong họ Jubulaceae. Loài này được Gola mô tả khoa học đầu tiên năm 1914.